# 카 로레단

카 로레단.

카 로레단(Ca' Loredan)은 이탈리아 북부 베네치아에 있는 로레단 가의 옛 궁전이다. 산마르코의 세스티에레에 위치했으며, 카날 그란데를 마주하고 있고, 리알토 다리에서 멀지 않다]. 카 파르세티와 통합되어, 현재는 베네치아 시의 시립 의회로 사용하고 있다.